# Kỳ giữa sớm

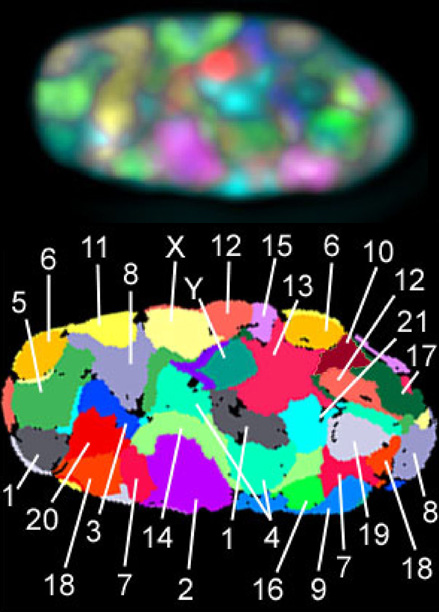
Các khu vực của 23 nhiễm sắc thể ở người trong kỳ giữa sớm trong các tế bào nguyên bào sợi.

Kỳ giữa sớm là một giai đoạn của nguyên phân, theo sau kỳ đầu và tiếp sau nó là kỳ giữa, trong tế bào soma của sinh vật nhân thực. Trong kỳ giữa sớm, màng nhân vỡ ra thành nhiều các "túi màng", và nhiễm sắc thể bên trong hình thành các cấu trúc protein gọi là thể động. Sợi thoi thể động xuất hiện từ tâm động ở hai đầu thoi chạm tới nhiễm sắc thể và đính vào thể động, khiến nhiễm sắc thể rơi vào trạng thái chuyển động lay động. Những sợi thoi khác tiếp xúc với sợi thoi tới từ đầu đối diện. Các lực gây ra bởi các "mô-tơ" protein liên kết với sợi thoi di chuyển nhiễm sắc thể về phía trung tâm tế bào.
Kỳ giữa sớm không phải luôn luôn tồn tại như là một phần tách biệt của nguyên phân. Trong những nguồn mà không sử dụng thuật ngữ này thì những sự kiện được miêu tả ở đây thay vào đó lại được xếp vào cuối kì đầu hoặc vào đầu của kỳ giữa.

## Loại sợi thoi
Sợi thoi gồm hai loại, sợi thoi có thể động và sợi thoi không có thể động.

## Chuyển từ kỳ giữa sớm sang kỳ giữa
Các sự kiện của kỳ giữa có thể cùng đồng thời xảy ra với các sự kiện cuối của kỳ giữa sớm, vì nhiễm sắc thể với các thể động đã được đính sẽ bắt đầu chuỗi sự kiện của kỳ giữa một cách độc lập trước các nhiễm sắc thể khác với thể động chưa được đính mà vẫn còn đang trải qua kỳ giữa sớm.